# Адами, Луйо
Луйо Адами (хорв. Lujo Adami; ? — ?) — хорватский врач, один из пионеров эндовенозной фармакотерапии.
Изучал медицину в Тревизо и Лошине. В 1830 году стал первым врачом в истории, который для лечения малярии использовал внутривенные инъекции сульфата хинина.